# Newgrange
Newgrange (irl. Sí an Bhrú) – jeden z największych grobów korytarzowych wzniesionych przez człowieka, należący do kompleksu zwanego Pałacem nad Boyne (irl. Brú na Bóinne), znajdującego się w hrabstwie Meath w Irlandii. Jest najbardziej znanym ze wszystkich irlandzkich prehistorycznych miejsc.

## Opis
Datowanie radiowęglowe grobu określa czas budowy na ok. 3200 lat p.n.e., czyli Newgrange jest ponad 600 lat starsze niż Wielka Piramida w Gizie i prawdopodobnie starsze niż Stonehenge. Około roku 860 zostało splądrowane przez duńskich najeźdźców.

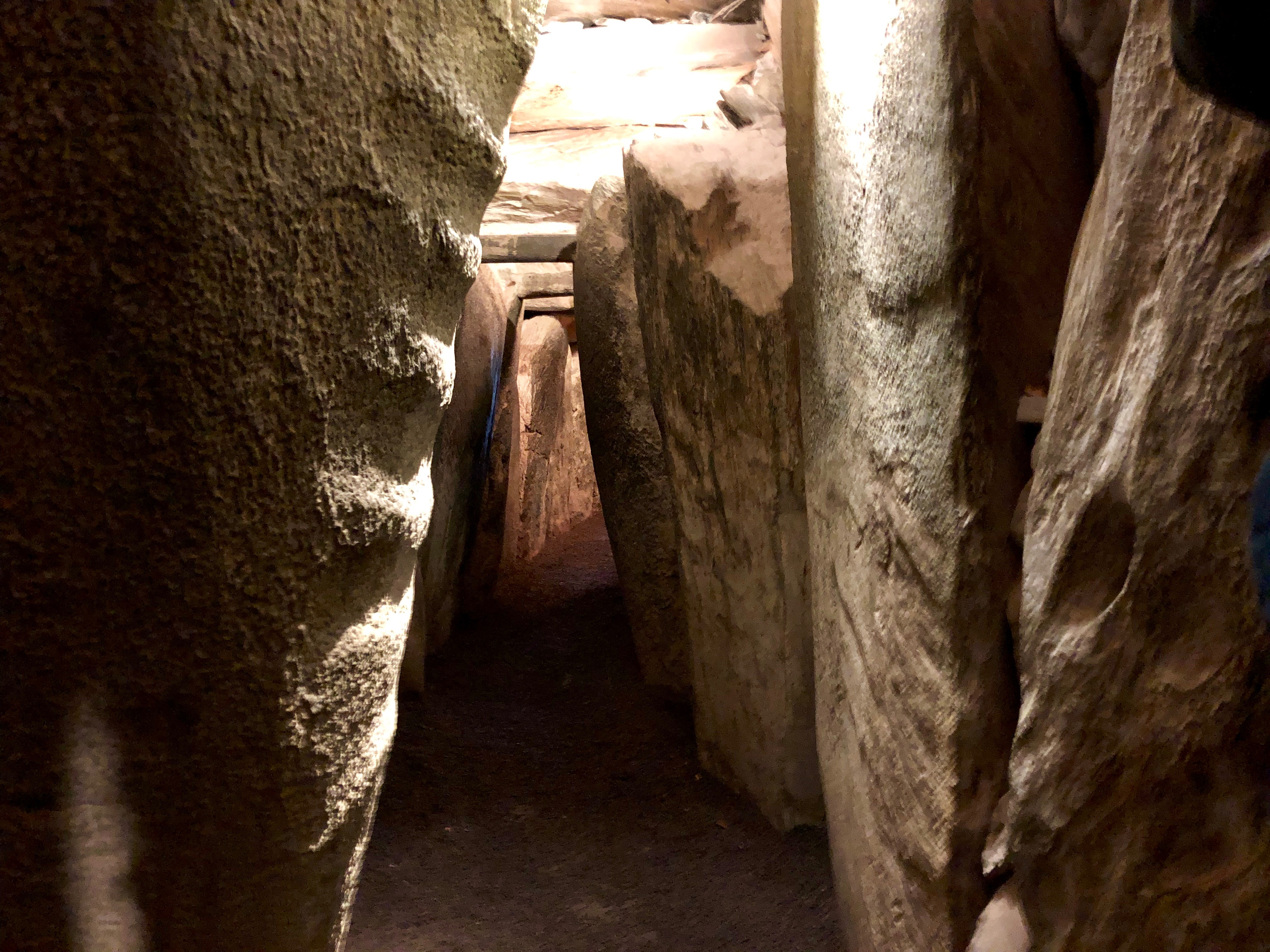
Wnętrze grobowca

Nasyp mogilny ma około 85 m średnicy i około 13 m wysokości. Biegnący poziomo, długi na 19 metrów korytarz prowadzi do komory grobowej wybudowanej na planie krzyża. Wewnątrz korytarza znajduje się 22 kamieni po lewej stronie i 21 po prawej. Wysokość korytarza wzrasta od niespełna 1,5 m przy wejściu głównym do prawie dwukrotnie większej przy wejściu do komory. W wewnętrznej izbie (o wymiarach 6,5×6,2 metra) znajdują się trzy wgłębienia, a w każdym stoi czara. Poza grobami znajdują się tam również: 4 lampy, 2 wisiorki, łuski, kościane dłuta oraz fragmenty ludzkich kości. Wnętrze kopca zbudowano z kamieni (o łącznej masie co najmniej 200 000 t) przełożonych gliną i muszlami wydobytymi z rzeki Boyne. Grobowiec z zewnątrz zabezpiecza obstawa z ustawionych dokoła 97 masywnych kamiennych bloków. Głaz przed wejściem pokryty jest ornamentem w postaci potrójnej spirali (triskelion).
Chociaż grób ten zbudowano tysiące lat temu, to przez wieki nikt nie wiedział o jego istnieniu. Dopiero pod koniec XVII wieku ludzie szukający kamieni do budowy odkryli nasyp i opisali jako jaskinię. W latach 1962–1975 przeprowadzono badania i zrekonstruowano nasyp pod nadzorem profesora Briana O'Kelly'ego z Instytutu Archeologii z College University, Cork (teraz National University of Ireland, Cork).

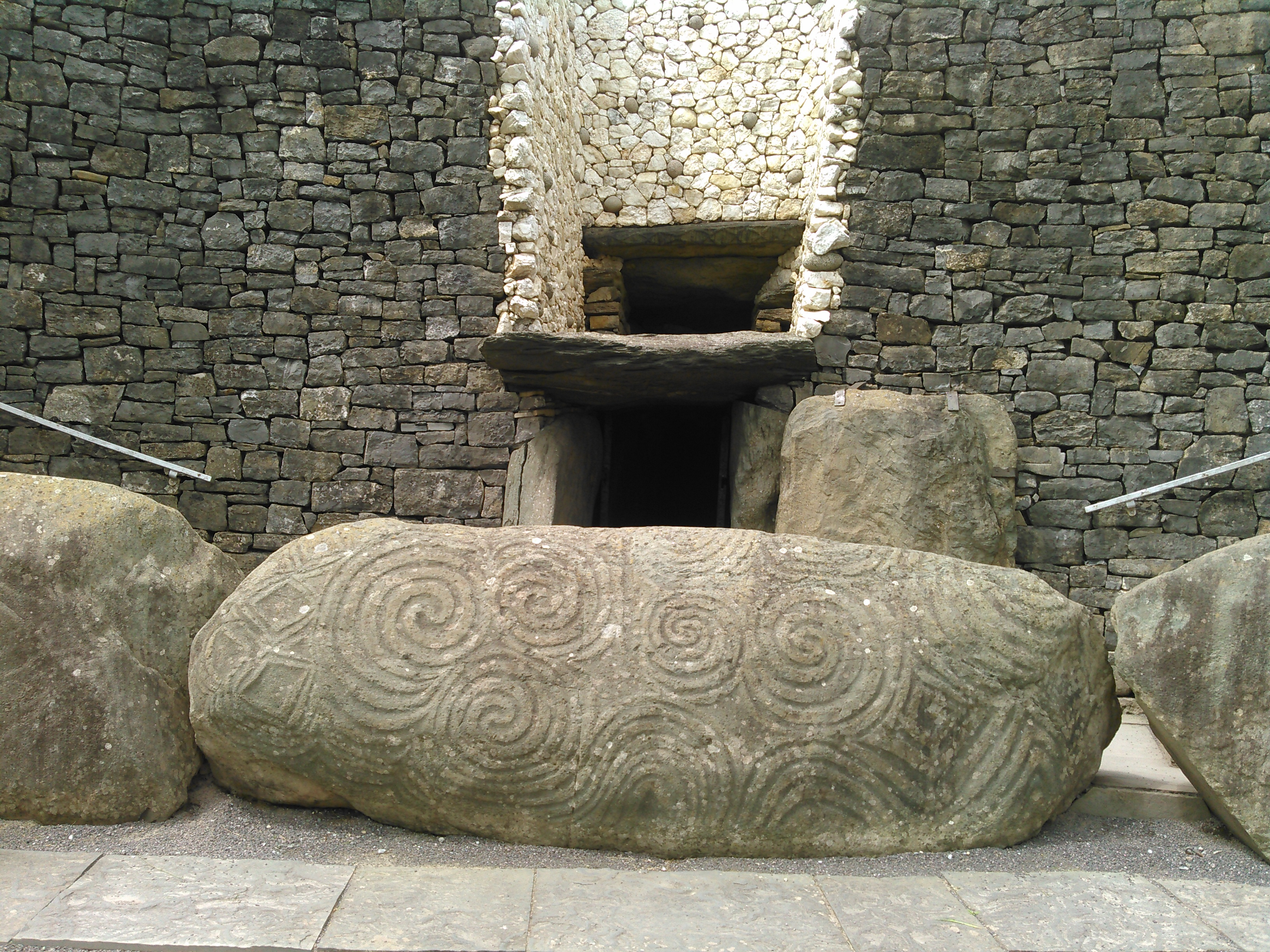
Wejście do grobowca, glaz z triskelionem

Newgrange jest najbardziej znana z oświetlenia swojego korytarza i komory przez słońce przesilenia zimowego. Nad wejściem do przejścia w Newgrange znajduje się otwór zwany boxem dachowym (ang. roof-box), jego celem jest przepuszczanie światła słonecznego do komory w najkrótsze dni w roku, w czasie przesilenia zimowego. Profesor O'Kelly opisał, iż grobowiec zbudowano w taki sposób, że podczas przesilenia zimowego 19-23 grudnia około 9 rano wiązka promieni wschodzącego słońca przenikająca przez otwór dachowy biegnie wzdłuż korytarza i wpada do komory, rozświetlając ją na około 15-17 minut. Dokładność Newgrange jako urządzenia do pomiaru czasu jest niezwykła, jeśli weźmie się pod uwagę, że została zbudowana 500 lat przed Wielkimi Piramidami i ponad 1000 lat przed Stonehenge.
Intencją rolników z epoki kamienia, którzy budowali Newgrange, było niewątpliwie oznaczenie początku nowego roku. Ponadto mógł służyć jako potężny symbol zwycięstwa życia nad śmiercią.